# Ермолов, Пётр Николаевич
Пётр Никола́евич Ермо́лов (1787—1844) — генерал-майор русской императорской армии из рода Ермоловых, участник Отечественной войны 1812 года и Заграничных походов. Известен как приёмный отец чеченского художника Петра Захарова. Родной дядя Алексея Сергеевича Ермолова.

## Биография
Старший сын генерал-майора Николая Алексеевича Ермолова родился 8 (19) октября 1787 года в Москве.
Получил хорошее по тому времени домашнее образование, которое пополнил постоянным чтением; 30 апреля 1806 года поступил на гражданскую службу в Министерство внутренних дел Российской империи, затем находился в Комиссариатском штате, откуда 31 мая 1808 года был зачислен на военную службу в производством в чин подпрапорщика, в лейб-гвардии Семёновский полк: в 1809 году был произведён в прапорщики, в 1811 — подпоручики. Был офицером Кавказского корпуса (штабс-капитан), служил адъютантом у своего двоюродного брата А. П. Ермолова.
Принимал участие в крупных сражениях Отечественной войны 1812 года и заграничного похода русской армии 1813-1814 годов: сражение под Витебском; Бородинское сражение, где получил Орден Святого Владимира 4-й ст.; сражение при Лютцене; Сражение при Бауцене, за которое был произведён в чин капитана. За Сражение под Кульмом он получил Орден Святой Анны 2-й ст. и Кульмский крест, а за Лейпцигское сражение — Золотое оружие «За храбрость» (22.01.1815). Участвовал во взятии Парижа.
С 11 мая 1817 года — подполковник, с 9 октября 1818 года по 20 апреля 1823 года — полковник, командовал Грузинским гренадерским полком; 9 сентября 1822 года награждён орденом Св. Владимира 3-й степени.
В 1823 году был направлен главой комиссии для проведения новой граничной черты России с Персией. Во время командировки вёл дневник (был опубликован в 1871 году).
13 декабря 1827 года подал прошение об увольнении его от службы, вследствие болезни, удостоверенной московским врачом Скюдери и 2 февраля 1828 года был уволен в отставку. Поселился в имении под Москвой, в Звенигородском уезде.
Скончался в Москве 20 июня (2 июля) 1844 года и был погребён в Покровском монастыре.

## Семья

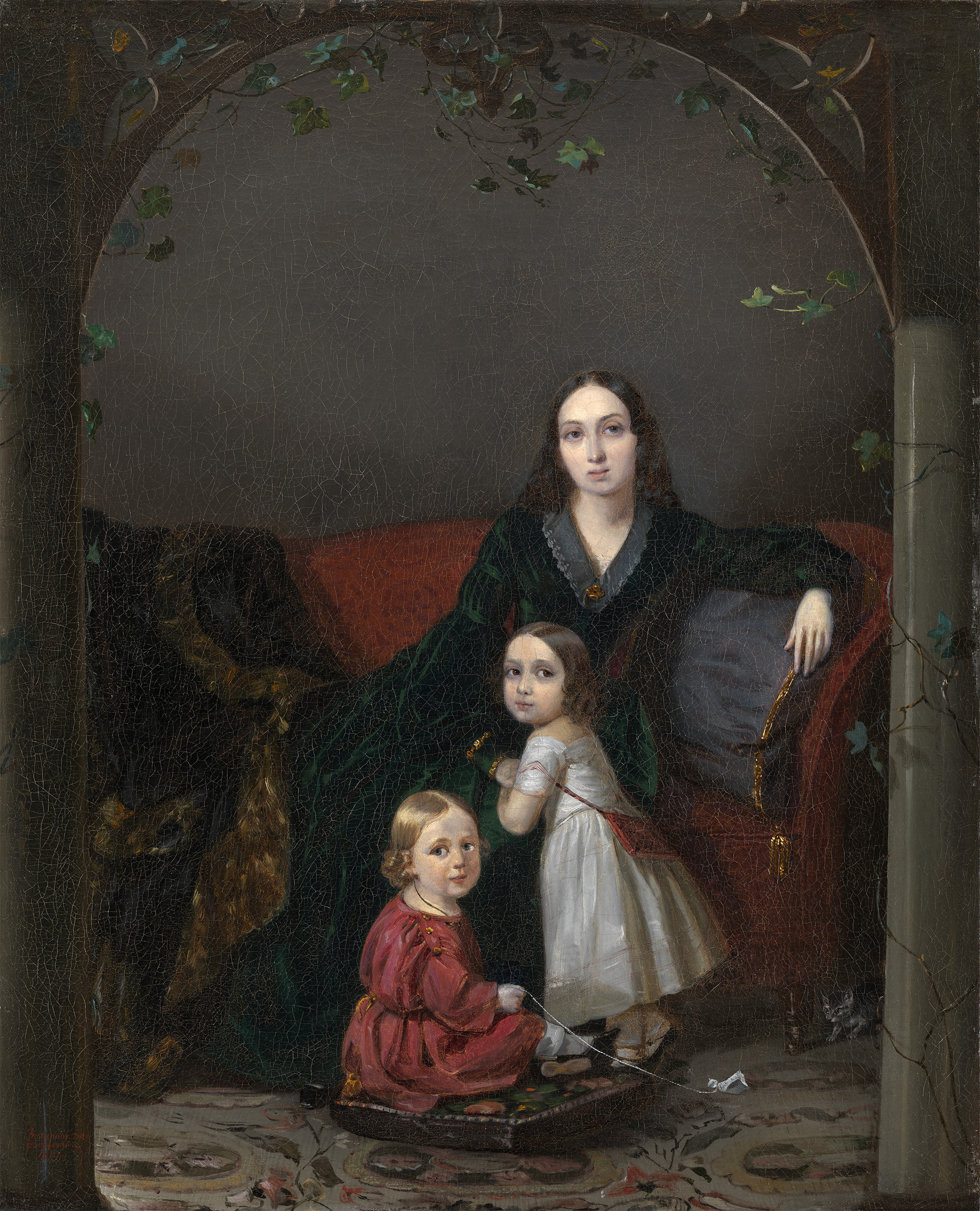
Предполагают, что на портрете Петра Захарова-Чеченца (1840) изображены жена и дети Ермолова. Однако младшие дети в 1840 г. были гораздо старше изображённых (им было 6 и 7 лет)

Жена — Анна Григорьевна Оболонская  (1807—1852), дочь малороссийского богача, коллежского советника Григория Петровича Оболонского от брака его с Екатериной Ивановной Любавской; её сестра, Анастасия Григорьевна, с 1824 года была замужем за князем Ильей Георгиевичем Грузинским (1790—1852), сыном последнего грузинского царя Георгия XII. В браке имели детей:
- Александра (1825—1830)
- Николай (1827—1879)
- Екатерина (1829—28.10.1910[2]), по словам современницы, она была замечательной красавицей, при том очень умна и приятна в обществе, ею был увлечен 17-летний великий князь Николай Николаевич[3]. С 1847 года фрейлина императрицы Александры Федоровны, после фрейлина императрицы Марии Александровны. В 1884 году награждена орденом Св. Екатерины меньшого креста[4], позже (между 1890 и 1894) пожалована в камер-фрейлины[5].
- Алексей (1830—1869) — штабс-капитан.
- Варвара (1832—1906), замужем за издателем Д. Ф. Самариным.
- Нина (1833—1890), замужем за гофмейстером Михаилом Кузьмичом Полозовым.
- Григорий (1834—1912)
- Александра (1837—1838)

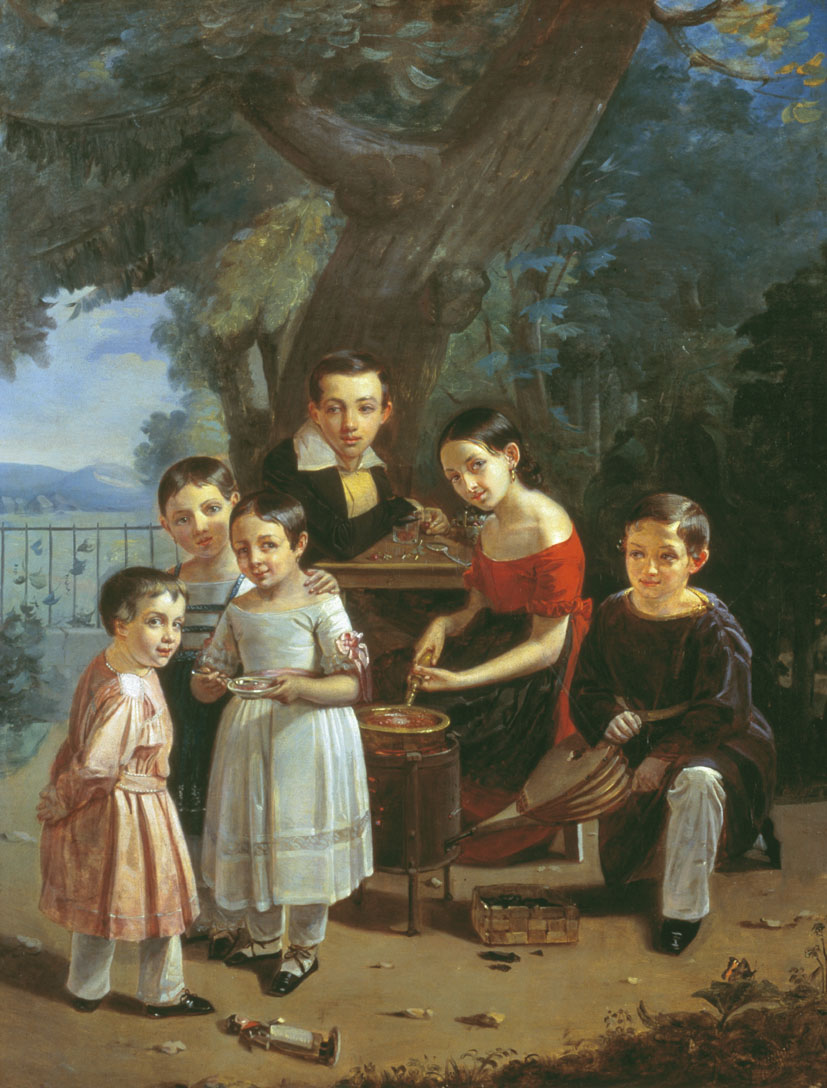
Захаров П.З. Дети П. Н. Ермолова: Николай, Екатерина, Варвара, Алексей, Нина, Григорий. ГТГ.
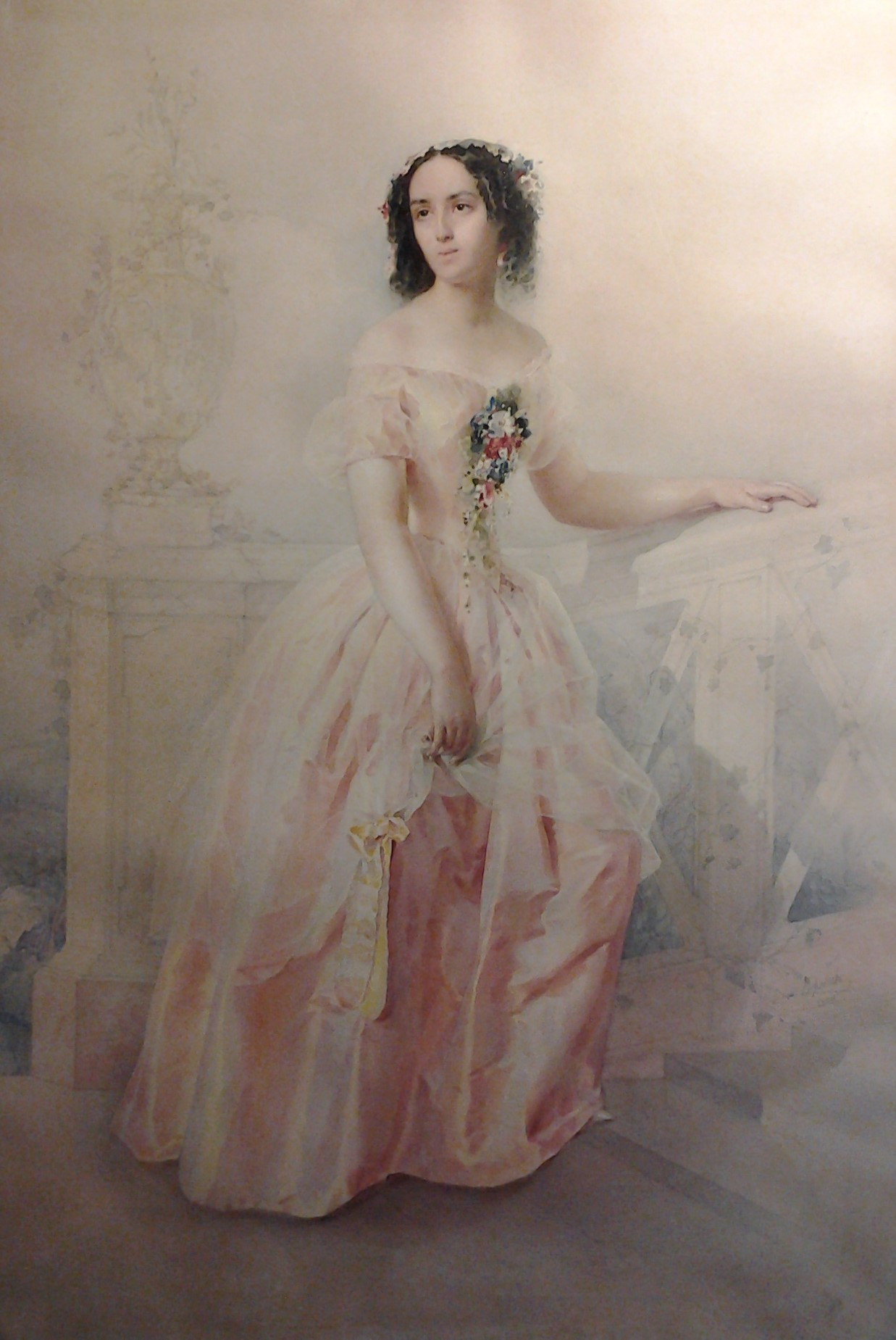
Воробьев А. М. Екатерина Петровна Ермолова
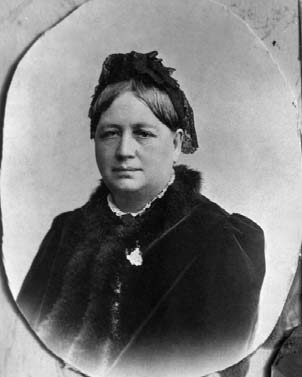
Варвара Петровна Самарина (Ермолова)